# Chlorissa porrinaria
Chlorissa porrinaria là một loài bướm đêm trong họ Geometridae.